# Station Betton
Station Betton is een spoorweghalte in de Franse gemeente Betton. Zij wordt bediend door treinen van het netwerk TER Bretagne op de trajecten van Rennes naar respectievelijk Montreuil-sur-Ille, Dol-de-Bretagne en Saint-Malo.